# タチアナ・チェルノワ
タチアナ・チェルノワ（Татьяна Сергеевна Чернова、Tatyana Sergeyevna Chernova、1988年1月29日 - ）はロシアの陸上競技選手、専門は七種競技。北京オリンピック女子七種競技銅メダリスト。クラスノダール出身。
2007年に6768点を記録しジュニア世界新記録に相当したが、強風のため追い風参考記録となり公認されなかった。2008年オーストリア・ゲツィスで開催されたハイポミーティングにおいて6618点の自己記録をマーク。同年8月北京オリンピック七種競技では6591点をマーク。ウクライナのリュドミラ・ブロンスカが失格となったため繰り上がり3位となり、銅メダルを獲得した。2010年3月ドーハで開催された世界室内陸上競技選手権五種競技ではジェシカ・エニス、ナタリア・ドブルインスカに次ぐ3位に入った。2011年8月～9月大邱で開催された世界陸上競技選手権七種競技で金メダルを獲得した。
その後、ドーピングが何度も発覚し2011年の大邱世界陸上から2年間にわたる記録（ロンドン五輪含む）は全て抹消された他、2017年には北京五輪の記録も取り消されており、結果として2度のオリンピックで獲得した銅メダル、並びに大邱世界陸上での金メダルは全て剥奪されている。

## 主な戦績
| 年度 | 大会名                     | 開催地                    | 順位     | 種目     | 記録 |
| ---- | -------------------------- | ------------------------- | -------- | -------- | ---- |
| 2005 | 世界ユース陸上競技選手権   | マラケッシュ（ モロッコ） | 優勝     | 七種競技 | 5875 |
| 2006 | 世界ジュニア陸上競技選手権 | 北京（ 中華人民共和国）   | 優勝     | 七種競技 | 6227 |
| 2007 | 世界陸上競技選手権         | 大阪（ 日本）             | 途中棄権 | 七種競技 |      |
| 2008 | 世界室内陸上競技選手権     | バレンシア（ スペイン）   | 7位      | 五種競技 | 4543 |
| 2008 | Hypo-Meeting               | ゲツィス（ オーストリア） | 優勝     | 七種競技 | 6618 |
| 2008 | 北京オリンピック           | 北京（ 中華人民共和国）   | 失格     | 七種競技 | DQ   |
| 2009 | Hypo-Meeting               | ゲツィス（ オーストリア） | 7位      | 七種競技 |      |
| 2009 | 世界陸上競技選手権         | ベルリン（ ドイツ）       | 8位      | 七種競技 | 6288 |
| 2010 | 世界室内陸上競技選手権     | ドーハ（ カタール）       | 失格     | 五種競技 | 4762 |
| 2011 | 世界陸上競技選手権         | 大邱（ 韓国）             | 失格     | 七種競技 | DQ   |
| 2012 | ロンドンオリンピック       | ロンドン（ イギリス）     | 失格     | 七種競技 | DQ   |

## 記録
- 200m - 23秒49（2012年）
- 800m - 2分06秒50（2008年）
- 100mH - 13秒32（2011年 2011年）
- 走高跳 - 1m87（2007年）
- 走幅跳 - 6m82（2011年）
- 砲丸投 - 14m17（2011年 2012年）
- やり投 - 54m49（2006年）
- 七種競技 - 6880（2011年）
- 五種競技 - 5991（2005年）

## 参考資料・外部リンク
1. ↑  “チェルノワの成績抹消、エニス・ヒルが3度目の七種競技世界女王に”. AFPBB News (フランス通信社). (2016年11月30日) 2017年4月25日閲覧。
2. ↑  “七種競技のチェルノワ失格　北京五輪銅が再検査で陽性”. 産経新聞. (2017年4月25日) 2017年4月25日閲覧。

- タチアナ・チェルノワ - ワールドアスレティックスのプロフィール（英語）
- タチアナ・チェルノワ - Olympedia（英語）